# Зелені двері Землі
«Зелені двері Землі» (рос. Зеленые двери Земли) — науково-фантастичний роман (при виданні твір названо повістю) російського радянського письменника В'ячеслава Назарова. Книга писалася у 1970—1973 роках. Вперше видана в 1977 році. В 1978 році доповнений і виправлений варіант вийшов під назвою «Тягар рівних» (рос. Бремя равных).
Повість поєднує в собі риси гуманістичної та екологічної фантастики й розповідає про спробу контакту між людьми та розумними дельфінами.

## Сюжет
Поряд з людьми («земами», «зумами», залежно від видання) на Землі існує цивілізація дельфінів («делонів»). Їхня культура геть не схожа на людську. У них немає техносфери, проте розвинені біотехнології, почуття єдності з усім живим, Землею, Космосом. Дельфін Уїсс помічає експерименти людей з ультразвуковим сонаром в Егейському морі та хоче дізнатися про це більше. Проте всі дельфіни, крім правлячої касти, мають блок на потенційно небезпечні думки. Уїсс зусиллям волі долає блок і за допомогою ультразвуку робить спробу поспілкуватися з людьми.
Дивну поведінку Уїсса помічає група дослідників, очолювана Іваном Сергійовичем. Уїсс передає звуки, що розшифровуються за допомогою комп'ютера як ієрогліфи. Дослідники розуміють, що дельфін розумний, але не можуть осягнути його намірів.
Івановий син, Юрка, зустрічає біля берега Уїссового сина, Свистуна, та виявляє, що може спілкуватися з ним людською мовою. Йог мати Ніна погоджується скористатися пристроєм для телепатичного зв'язку з дельфіном за допомогою «пента-хвилі». На заваді стає полювання дельфінів на тунця. Рибалки розганяють їх піропатронами, дельфіни бояться вогню та лишаються під водою, внаслідок чого задихаються.
Дослідник Карагодський виявляє на стародавній фресці в Кноссі зображення, схоже на те, як сприймають світ дельфіни. Ніна, за порадою Уїсса, вирушає до руїн таємного храму, в якому бачить видіння історії Землі та розвитку життя. Уїсс зв'язується з Ніною, пояснює, що в давнину люди та дельфіни спілкувалися. Але потім люди втратили цю здатність і дельфіни вважають, що люди деградували. Дорогою назад Уїсс захищає Ніну від нападу акули.
Рада дельфінів зустрічається в Саргасовому морі разом з Уїссом. Вони обговорюють порушення людьми природного балансу. Уїсс закликає їх до контакту двох цивілізацій. Але рада вирішує, що люди все ще надто жорстокі, тому дельфінам доцільно буде порвати зв'язки з людьми на якийсь час.
Свистун відвідує Юрку та повідомляє йому, що не повернеться. Він також хоче взяти батькове ім'я і прощається з Юркою, щоб приєднатися до решти дельфінів.

## Видання
- Зелёные двери Земли (начало фантастической повести, иллюстрации Ю. Макарова) // Искатель. — 1977. — № 4. — С. 52-111.
- Зелёные двери Земли (окончание фантастической повести, иллюстрации Ю. Макарова) // Искатель. — 1977. — № 5. — С. 92-133.
- Бремя равных // Назаров В. Бремя равных (авторский сборник). — Красноярск: Красноярское кн. изд-во, 1978. — С. 5-160.
- Зелёные двери Земли // Назаров В. Зелёные двери Земли (авторский сборник). — М.: Молодая гвардия, 1978. — С. 5-172. — (Библиотека советской фантастики).
- Бремя равных // Назаров В. Бремя равных. Синий дым. Силайское яблоко. — Красноярск: Красноярское кн. изд-во, 1985. — С. 15-159. — (Писатели на берегах Енисея).
- Зеленые двери Земли. — М.: Молодая гвардия, 1985. — (Библиотека советской фантастики)
- Бремя равных (Зелёные двери Земли) // Назаров В. Бремя равных (авторский сборник). Новосибирск: Детская литература (Сибирское отделение), 1992. — ISBN 5-08-007502-3. — С. 59-204. — (Риск: Фантастика. Приключения).
- Бремя равных // Назаров В. Бремя равных. Силайское яблоко. Синий дым (авторский сборник). — Красноярск: ИД «Класс Плюс», 2016. — ISBN 978-5-905791-44-4. — (Литературное наследие Красноярья).